# Имони
Имони (яп. 芋煮) — японский мясной суп, традиционный для японского региона Тохоку.

## Ингредиенты
Существует набор ингредиентов, который считается стандартными составляющими рецепта:
- клубни таро
- тонко нарезанное мясо, обычно говядина или свинина
- коньяковую муку из клубней конняку (с целью сгущения)
- соевый соус.

Разновидности рецептов имони варьируются в зависимости от префектуры: например, в префектуре Ямагата имони включает говядину, сахар и соевый соус и имеет сладкий вкус, в то время как имони, приготовленное в соседней префектуре Мияги, включает пасту мисо для придания вкуса супу, а в районе Сёнай префектуры Ямагата в рецепт входят свинина и мисо вместо говядины и соевого соуса. Другими ингредиентами блюда могут являться китайская капуста, корень лопуха, дайкон, морковь, японский зелёный лук, мирин или сакэ, тофу, различные виды грибов..

## Культура
Имони едят как любой суп в холодные времена года, но в конце лета и начале осени, это блюдо в северо-западном регионе Японии наиболее известно в качестве коллективной трапезы на открытом воздухе. Осенью, группы людей, готовящих имони у костра на берегу реки, считаются признаком сезона, а круглосуточные магазины держат запас дров и других припасов специально для этого случая.
Основное что приготовление идёт публично, на природе, большой компанией. В Сэндае — на берегу реки Хиросэ, на кострах. День большого супа или имони-кай.
«Имони пати», «день большого супа» или «имони-кай» являются важной осенней традицией. В Сэндае такие мероприятия проводятся на берегу реки, на кострах. В префектуре Ямагата в первое воскресенье сентября проводится осенний фестиваль имони —«Акино имони-кай». Для участия в этом фестивале в Ямагату приезжает большое число туристов, присоединяющихся к местным жителям на берегу реки Мамигасаки, чтобы поесть имони из гигантского железного котла. Для загрузки ингредиентов и раздачи готового супа из гигантского котла используется ковш экскаватора. В 2009 году фестиваль привлёк 30000 участников.
Многие школы и организации труда в Северной Японии организуют «имони-кай» для своих учеников или сотрудников. В течение сентября и октября на берегах рек, даже вблизи крупных автомагистралей, часто можно увидеть группы участвующих в имони-кай.